# Edsger Dijkstra
Edsger Wybe Dijkstra [ˈɛtˌsxər ˈdɛɪkˌstra]IPA (11. května 1930 Rotterdam – 6. srpna 2002 Nuenen) byl nizozemský informatik. V roce 1972 obdržel Turingovu cenu za své příspěvky rozvoji programovacích jazyků.

## Biografie
Edsger Wybe Dijkstra se narodil v Rotterdamu, Nizozemsko roku 1930. Oba jeho rodiče byli velmi vzdělaní lidé. Jeho otec pracoval jako chemik a matka byla matematička. V roce 1942 nastoupil Dijsktra jako dvanáctiletý chlapec na Gymnasium Erasminium. Byla to střední škola pro neobyčejně nadané studenty, v níž se mu dostalo vzdělání v mnoha různých předmětech zahrnujících latinu, řečtinu, francouzštinu, němčinu, angličtinu, biologii, matematiku a chemii.
Roku 1945 se Dijsktra rozhodoval o dalším studiu, které se mělo s největší pravděpodobností týkat práva, aby pak mohl pracovat jako představitel Spojených národů v Nizozemí. Protože při studiu na gymnáziu vynikal v chemii, matematice a fyzice, rozhodl se studovat obecnou fyziku na Leidenské univerzitě. V létě 1951 docházel do letní školy na univerzitě v Cambridgi, kde se účastnil předmětu programování. O rok později začal na poloviční úvazek pracovat v Matematickém centru v Amsterdamu a právě tato práce zvýšila jeho zájem v programování.
Po ukončení studia na vysoké škole a získání titulu v oboru fyziky začal se Dijkstra zabývat programováním. V té době se ale setkal s problémem, jímž byl fakt, že programování se oficiálně ještě nepovažovalo za profesi. Z toho důvodu pokračoval v práci v Matematickém centru až do roku 1970, kdy přijal pracovní místo ve výzkumu pro Burroughs Corporation v USA. Za necelé dva roky byl oceněn a získal Turingovu cenu, dále pak Cenu Harryho Goodea AFIPS.
Dijkstra se poté odstěhoval do Austinu v Texasu, kde byl jmenován předsedou oboru informatiky na Texaské univerzitě v Austinu, kde po zbytek svého života zůstal.

## Chronologie
| Rok  | Událost                                                                                     |
| ---- | ------------------------------------------------------------------------------------------- |
| 1942 | Gymnázium Erasminium                                                                        |
| 1945 | Studium na University of Leiden, Nizozemí; obor obecná fyzika.                              |
| 1951 | Letní škola (Camebridge University); obor programování elektronických počítačových zařízení |
| 1952 | Zaměstnán na poloviční úvazek v Mathematical Centre v Amsterodamu                           |
| 1956 | Vysokoškolský titul PhD v oblasti obecná fyzika, Leiden, Nizozemí                           |
| 1957 | Vstup do manželství                                                                         |
| 1959 | Vysokoškolský titul PhD na Universitě v Amsterodamu                                         |
| 1959 | Dijkstra vynalézá algoritmus pro nalezení nejkratší cesty v grafu                           |
| 1960 | Dijkstra kritizuje použití příkazu GO TO                                                    |
| 1962 | Navržen do křesla na Eindhoven University (zástupce informatiky)                            |
| 1973 | Přijímá práci ve výzkumu pro Burroughs Corporation, USA                                     |
| 1984 | Navrženo do předsednictví v Schlumberger Centennial na Universitě v Texasu, Austin          |
| 1999 | Titul profesor Emiritus                                                                     |
| 2000 | Odchod do důchodu                                                                           |
| 2002 | Návrat do Nizozemí                                                                          |
| 2002 | 6. srpna umírá na rakovinu                                                                  |

## Dílo
Mezi Dijkstrovy nejznámější příspěvky informatice patří algoritmus pro nalezení nejkratší cesty v grafu, označovaný dnes jako Dijkstrův algoritmus, a idea semaforu, nástroje pro synchronizaci vícero procesorů a programů.
Jeho slavný dokument Go To Statement Considered Harmful (Příkaz Go To považován za škodlivý; název je nicméně dílem Niklause Wirtha, tehdejšího editora Communications of the ACM) kritizoval použití příkazu GOTO a byl jedním z důležitých kroků k jeho všeobecnému zavržení a téměř úplnému nahrazení řídicími strukturami, jakou je např. cyklus.
Dijkstra byl členem týmu, který vytvářel úplně první překladač programovacího jazyka ALGOL 60. Spolu s Jaapem Zonneveldem se dohodli, že se až do dokončení projektu nebudou holit; na rozdíl od Zonnevelda poté Dijkstra nosil bradku až do smrti.
Od 70. let se Dijkstra věnoval formální verifikaci programů: tehdejším běžným způsobem verifikace byla konstrukce matematického důkazu k již dokončenému programu; konstrukce takových důkazů je však velice náročná a z výsledků nelze poznat myšlenky, podle kterých byl program vytvořen. Dijkstrův alternativní způsob spočívá v opačném postupu: začíná se matematicky formulovanou specifikací, co a jak má program dělat; z této specifikace se pak pomocí matematických transformací postupně vytváří program, který je posléze možno spustit. Takový program je pak zaručeně správný již způsobem své konstrukce.
Dijkstra vytvořil mnoho rukopisů, jejichž kopie rozesílal svým kolegům (a od nich se šířily po prakticky celé informatické komunitě). Tyto rukopisy, které většinou pojednávají o počítačových a matematických tématech (ale některé obsahují i např. zprávy z cest), jsou označeny zkratkou EWD a pořadovým číslem. Celkem existuje přes 1300 EWD dokumentů a mnoho z nich bylo naskenováno a je dostupné online.